# Divoš (Serbia)
Divoš (cyr. Дивош) – wieś w Serbii, w Wojwodinie, w okręgu sremskim, w mieście Sremska Mitrovica. W 2011 roku liczyła 1361 mieszkańców.